# Freedom Beat
Freedom Beat war ein Musikfestival am 28. Juni 1986 auf dem Londoner Clapham Common mit 250.000 Besuchern. Die gemeinsame Forderung war die Durchsetzung der Menschenrechte in Südafrika und die Abschaffung der Apartheid.
Es wurde von Jerry Dammers und Dali Tambo (Sohn von Oliver Tambo) organisiert. Unter anderem traten Paul Weller, Neil Young, Maxi Priest, Gil Scott Heron, Hugh Masekela, Sade, Princess, Big Audio Dynamite, Lorna Gee, Billy Bragg, Gary Kemp, Peter Gabriel und Elvis Costello auf.
Ferner konnten Vertreter des ANC, der SWAPO und der Bewegung British Anti-Apartheid Movement Reden halten. 